# Amargo de Angostura

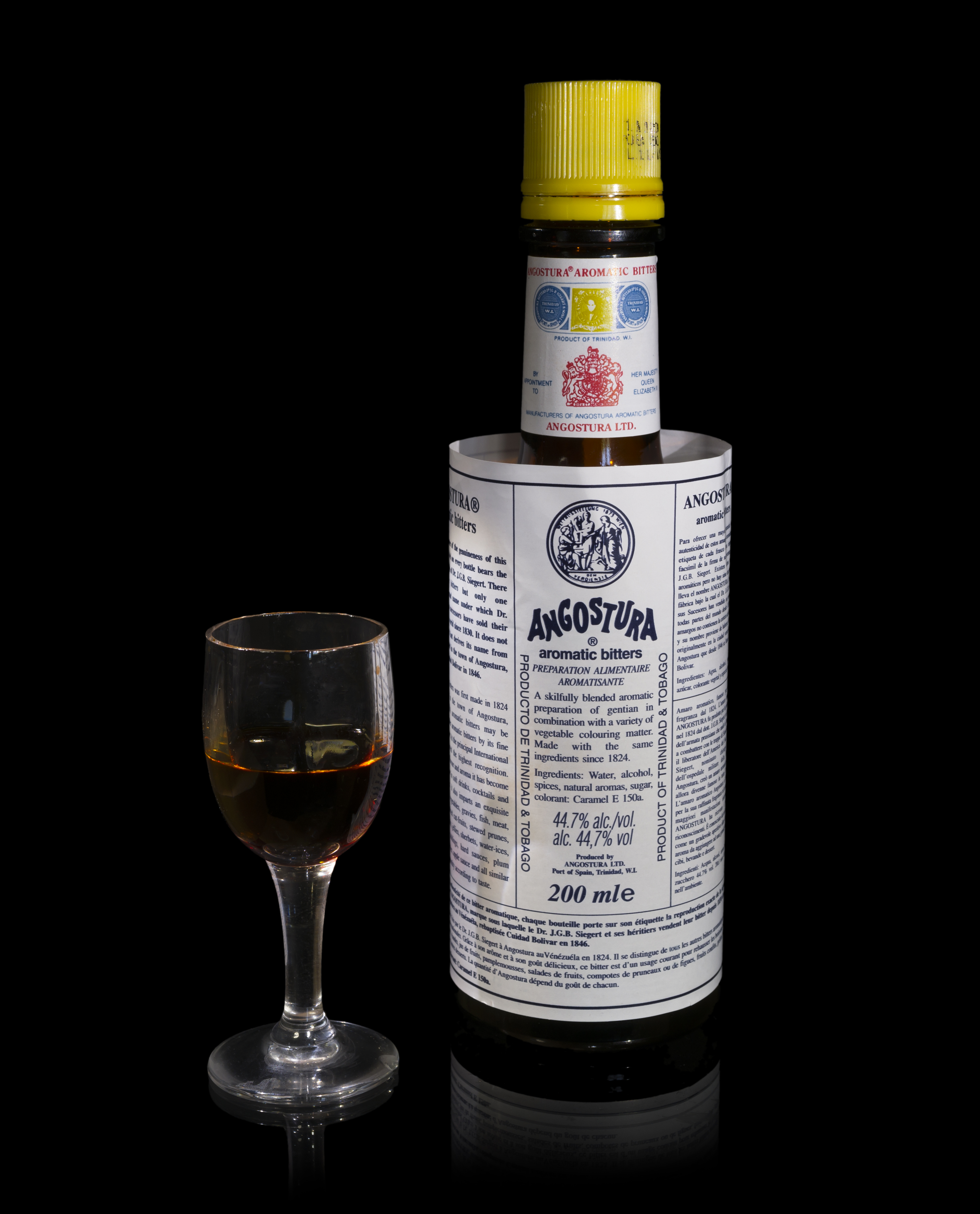
Botella de amargo de Angostura

El amargo de Angostura es un ingrediente muy apreciado en la elaboración como bíter (amargo) en cócteles, y también como condimento de sopas y salsas. De sabor amargo con contenido alcohólico del 44,7 % en volumen, se usa en pequeñas cantidades para dar un toque a diferentes mezclas. Fue creado en Venezuela con propósitos medicinales por el médico alemán Johann Gottlieb Benjamin Siegert, dándole el nombre de la ciudad de origen.

## Historia
La historia se aproxima al año de 1822 cuando una epidemia de cólera azotaba la población de lo que se llamó Santo Tomás de Nueva Guayana de la Angostura del Orinoco, y cuyo nombre había sido cambiado a Angostura (actual Ciudad Bolívar, en Venezuela) por asentarse en la parte más estrecha del río Orinoco. Después de dedicarse con entusiasmo a la investigación de las propiedades de las plantas sudamericanas, el joven galeno prusiano Johann Gottlieb Benjamin Siegert creó un medicamento un tanto amargo, de sabor bastante inusual, pero de probada eficacia para aliviar las volatilidades del estómago de sus numerosos pacientes.
Esta pócima estaba compuesta a base de genciana combinada con más de 25 productos botánicos de la abundante reserva natural de esas tierras tropicales, que incluía frutas, raíces, semillas aromáticas, cortezas y una buena cantidad de ingredientes cuyo nombre y proporción se mantienen, aún hoy en día, en el más estricto secreto. Al contrario de lo que se cree popularmente, no contiene corteza de Angostura (Galipea cusparia o Angostura trifoliata), cuya importación está restringida en países como Estados Unidos. Sin embargo, sabemos que entre las conocidas y famosas plantas figuran la quina (Cinchona officinalis) y la sarrapia (Diphysa punctata). En 1830 instala una destilería y no tardó mucho en hacerse famosa en el continente y allende la preparación del doctor Siegert que gana la medalla de oro en la Exposición Universal de Viena de 1873.
Después del fallecimiento de Siegert en 1870, la familia se mudó en 1875 a Puerto España (Trinidad y Tobago) donde siguió ―y sigue hasta hoy― fabricando allí el Amargo de Angostura, preservando su nombre para mantener el origen venezolano de la mayoría de sus insumos hasta la fecha, así como también la peculiar etiqueta en cuatro idiomas y la firma de su inventor, que desde aquel entonces lo caracteriza.
La fórmula estuvo escrita en la pared del sótano de la casa del Dr. Siegert (que luego perteneció a otra familia de apellido Contasti) en Angostura, hasta principios del siglo XX. La fórmula desapareció al ser pintada dicha pared.
El Amargo se siguió fabricando durante algún tiempo en Ciudad Bolívar bajo la denominación de Amargo Siegert y también de manera artesanal se fabricó en la Población de Guasipati en el Estado Bolívar por Pedro Unshelm Siegert y sus hijos, los cuales tenían también una destilería de Aguardiente denominada Los Bucares. El Grupo Angostura o Casa de Angostura, con sede en Morvant (Trinidad y Tobago) es el sucesor legal de la empresa fundada por Siegert en la década de 1850.
En 1870, el Dr. Siegert dejó un testamento lacrado con testigos que debían acudir al registro al momento de abrirse y leerse este documento legal. En el documento, Siegert menciona el Amargo de Angostura y reconoce a su hijo como socio, pero no le da la propiedad intelectual. En la cláusula sexta de la relación testamentaria, el Dr. Siegert le lega a su esposa María Bonifacia Gómez de Siegert, todo el beneficio del amargo, incluyendo los derechos de fabricación. Posteriormente, en 1875, María Bonifacia de Siegert suscribe con sus hijos un contrato de fabricación del Amargo de Angostura, el cual es registrado en Trinidad. Antes, Carlos Dámaso Siegert, había huido de Venezuela hacia Trinidad, a donde llegó sin pasaporte, lo cual quedó certificado en un documento del Gobierno de Guayana, con fecha 21 de abril de ese año 75. Las razones fueron obvias: el gobierno de Venezuela quería posar su mano sobre la empresa de los Hermanos Siegert y la persecución ya no solamente era judicial, sino personal. Establecido en Puerto España, para entonces colonia británica, inicia la sociedad con sus hermanos Alfredo Cornelio y Luis Benjamín del Carmen Siegert Gómez, para fabricar y producir el Amargo de Angostura. Para 1903, fallece Carlos Dámaso y asume el control y dirección de la fábrica sus hermanos Alfredo  Cornelio y Luis Benjamín. Estos, para ese entonces gozaban de una amistad estrecha con la familia que había quedado en la vieja Angostura. Dos años después, los tribunales venezolanos conocieron la disputa surgida entre algunos de los descendientes del doctor Johann Gottlieb Benjamin Siegert, inventor del para entonces ya famoso Amargo de Angostura. La demanda fue presentada por Trinidad Machado Siegert de Cuéllar, (nieta del inventor del brebaje) contra el señor Alfredo Cornelio Siegert, con residencia en Trinidad. Con la demanda Trinidad Machado Siegert pretendía lograr que el demandado conviniese en que ella tenía derecho a una parte de la propiedad intelectual del Amargo de Angostura.

## Su creador
Johann Gottlieb Benjamin Siegert (Grosswalditz, Alemania: 22 de nov. de 1796 - Ciudad Bolívar, (Estado Bolívar): 13 de septiembre de 1870). Médico prusiano que estuvo al servicio del Libertador Simón Bolívar, durante la Guerra de la Independencia de Venezuela, en calidad de cirujano general del ejército. Hijo de Johann Christoph Siegert y Ann Regina Richter. Graduado en la Universidad de Berlín, es nombrado cirujano en el Real Hospital Prusiano Provincial de Magdeburgo (1815). Como médico traumatólogo del batallón de Cazadores de Magdeburgo, participa en la campaña contra Napoleón Bonaparte que culmina con la batalla de Waterloo (18.6. 1815). Desmovilizado, retorna al ejercicio de su profesión. Contratado por Luis López Méndez, agente venezolano en Londres, Siegert llega a Angostura el 1 de agosto de 1819 con el nombramiento de cirujano de regimiento en el Ejército venezolano. Médico mayor y traumatólogo del Hospital Militar de Angostura (1820), asume la dirección médico-quirúrgica de los hospitales militares de Guayana (1820-1846). Sus investigaciones en el campo de las hierbas aromáticas le llevan a crear, en 1824, el llamado «amargo de Angostura», preparación a base de genciana combinada con diferentes especias vegetales, cuya finalidad original era la de curar el mareo. En 1827 contrajo matrimonio con María del Pilar Araujo. Enviuda y en 1830 contrae nuevamente matrimonio con Bonifacia Gómez. Fundador de la Farmacia Municipal de Angostura (1828), así como de la Medicatura y Hospital Civil de esa localidad, Siegert revalida su título médico en la Universidad Central de Venezuela (3.5.1838) y es designado médico cirujano de los Ejércitos de la República con el grado de coronel por el presidente José Tadeo Monagas (1848). Retirado del ejercicio profesional (1858), se dedica junto con sus hijos, a través de la firma J.G.B. Siegert & Sons, a la fabricación y comercialización de su «amargo de Angostura» que adquiere fama internacional en la Exposición Universal de Londres de 1862. Carlos Dámaso Siegert, el hijo mayor del médico alemán Johann Gottlieb Benjamin Siegert, es quien se encarga de la empresa al fallecer su padre en 1870. En 1875, Carlos Dámaso Siegert huyó de Venezuela a Trinidad, debido a la persecución política del gobierno de Antonio Guzmán Blanco, que quería apoderarse de la empresa de los hermanos Siegert. En Trinidad, Carlos Dámaso Siegert fundó la compañía House of Angostura, junto con sus hermanos Alfredo Cornelio y Luis Benjamín del Carmen Siegert Gomez, para fabricar y producir el Amargo de Angostura ( J.G.B. SIEGERT and SONS, preservando el nombre y la fórmula original de su padre.  el cual pronto alcanza notoriedad mundial. Hoy, los restos de su creador, el inspirado doctor Siegert, reposan en Ciudad Bolívar,(en completo estado de abandono) hay que recuperar y respetar sus restos como lo merece en honor al nombre que se le dio a la antigua ciudad de Angostura en 1846.

## Usos
Su uso inicial fue para aliviar algunas dolencias estomacales. En 1904, el Gobierno de Venezuela le otorgó a Carlos María González Bona la patente de industria
para el ejercicio de una preparación denominada «amargo estomacal aromático y tónico con base de corteza de Angostura». Pero las bondades adicionales que algunos descubrieron posteriormente es que aromatizaba y fortalecía el sabor de determinadas bebidas y preparaciones culinarias, lo que hizo que con el tiempo desapareciese de los botiquines de los hogares y hospitales para convertirse en ingrediente común en bares y cocinas del mundo entero. Además de usarse como bíter en cócteles, también es utilizado como sazonador de sopas y salsas.
Se suele usar unas gotas en cócteles como G&T, Mojito, Cuba Libre, Pisco sour, Manhattan, Bolivar sour, Trinidad sour, Old fashioned, Champagne Cocktail, etc. y refrescos como LLB (Lemon Lime & Bitters) o "Fantasia", Rock Shandy, The Chapman, The Gunner.

## Presentación
La pócima se comercializa en pequeñas botellas, siendo la marca más famosa y popular "Amargo de Angostura".